# Le Triton
Pour l’article homonyme, voir Le Triton (salle de concert).
Le Triton. Extrait des promenades estivales de Kouzma Proutkov et d'un ami à lui (en russe : Тритон. Из дачных прогулок Кузьмы Пруткова и его друга) est une très courte nouvelle satirique de l'écrivain russe Fiodor Dostoïevski publiée le 10 octobre 1878 dans le journal Le Citoyen.

## La nouvelle
Contemporaine du début de la rédaction des Frères Karamazov, cette nouvelle n'est qu'une pochade. Le sous-titre se référant à Kouzma Proutkov annonce à lui seul le caractère comique du récit. La date exacte de rédaction n'est pas connue, le texte était destiné à figurer dans la rubrique humoristique de la dernière page du numéro triple d'août 1878 du Citoyen, une revue dont Dostoïevski avait été le rédacteur et qui était devenue bimensuelle depuis son départ.
Si son caractère comique saute aux yeux, son intention est moins claire. Selon Gustave Aucouturier, « L'intention paraît en être de dénoncer une sorte de « cinquième colonne » anglaise et allemande dans la société pétersbourgeoise à la fin de la guerre d'Orient et au moment des négociations de paix. »
L'argument de la nouvelle est extrêmement mince puisque le récit conte l'apparition d'un Triton dans la capitale impériale russe, cependant, il ne s'agit pas de l'amphibien bien connu, mais de la créature familière de la mythologie slave.

## Résumé

### N.D.L.R.
La nouvelle proprement dite est précédée d'une « Note de la Rédaction » de quelques lignes dans laquelle il est indiqué que le texte publié en dessous a été reçu en juillet portant la signature d'« Un ami de Kouzma Proutkov ». Le rédacteur prétend ne pas ajouter totalement foi au récit, en particulier parce que « aux dires de gens avertis il n'y a pas d'étang dans l'île Élaguine ». Il précise encore ne pas comprendre tout à fait le sens de ce récit.

### Le récit

#### Incipit
« Hier 27 juillet, dans l'île Élaguine, au coucher du soleil, à une heure délicieusement calme, tout le public du grand monde en promenade a été témoin involontaire d'une amusante aventure. À la surface de l'étang a soudain émergé un Triton, ou en russe un vodianoï,  avec ses longs poils verdâtres et ruisselants sur la tête et au menton, et, se laissant aller au gré des vagues, il s'est mis à jouer et à exécuter toutes sortes de tours. Il plongeait, poussait de petits cris, riait, barbotait, faisait claquer et grincer face au public ses longues et solides dents vertes. »

— Fiodor Dostoïevski, Le Triton.
L'apparition du Triton est très brève puisque après quelques minutes seulement, il disparaît définitivement sous les eaux, mais non sans avoir causé un grand émoi parmi les badauds et les promeneurs, en particulier auprès de gent féminine en raison de sa totale nudité et de ses gesticulations, que l'on devine obscènes.
La première surprise passée, tout le monde s'interroge sur la mystérieuse créature mythologique. D'aucuns y voyant une sorte d'allégorie dans le contexte de la « question d'Orient », en raison de la situation diplomatique tendue depuis la fin de la guerre russo-turque de 1877-1878, le traité de San Stefano et le congrès de Berlin, qui s'est achevé quelques jours plus tôt. Certains y voient même la main de l'Angleterre.
La plupart, cependant, sont d'avis qu'il s'agit d'une supercherie de quelque mauvais plaisant. Plusieurs noms circulent : Pierre Bobo,, Lord Beaconsfield, M. Polétika (directeur très anglophile des Nouvelles boursières) pour des raisons différentes (le premier ne se serait jamais montré dans cet accoutrement, le deuxième parce qu'il est actuellement à l'étranger, le dernier enfin parce qu'il est incapable de la grâce dont a fait preuve le Triton et que sa présence a été attestée au même moment en un tout autre endroit de Pétersbourg !), ces hypothèses doivent cependant être écartées.
« De la sorte, l'hypothèse d'un Triton antique refit surface. » (une supposition tout particulièrement soutenue par les dames).

## Édition française
- Fiodor Dostoïevski (trad. du russe par Gustave Aucouturier, préf. Gustave Aucouturier), Journal d'un écrivain, Paris, Gallimard, coll. « Bibliothèque de la Pléiade » (no 234), 2007 (1re éd. 1972), 1614 p. (ISBN 978-2-07-010732-2), « Le Triton »
- Fiodor Dostoïevski (trad. du russe par André Markowicz), Œuvres romanesques : 1875-1880, Arles, Actes Sud, coll. « Thesaurus », 2014, 1862 p. (ISBN 978-2-330-01835-1, présentation en ligne), « Le Triton »